# Route 92 (Islande)
Pour les articles homonymes, voir Route 92.
La Route 92 (Þjóðvegur 92) ou Norðfjarðarvegur est une route islandaise qui relie Egilsstaðir à Neskaupstaður dans la région de Austurland.

## Trajet
- Egilsstaðir
  -  -  vers Eiðar, Seyðisfjörður
- Reyðarfjörður
- -  vers Fáskrúðsfjörður
- Eskifjörður
- - Oddskarðsgöng, 640 mètres
- Neskaupstaður